# Benjamin Franklin Butler (Politiker, 1818)

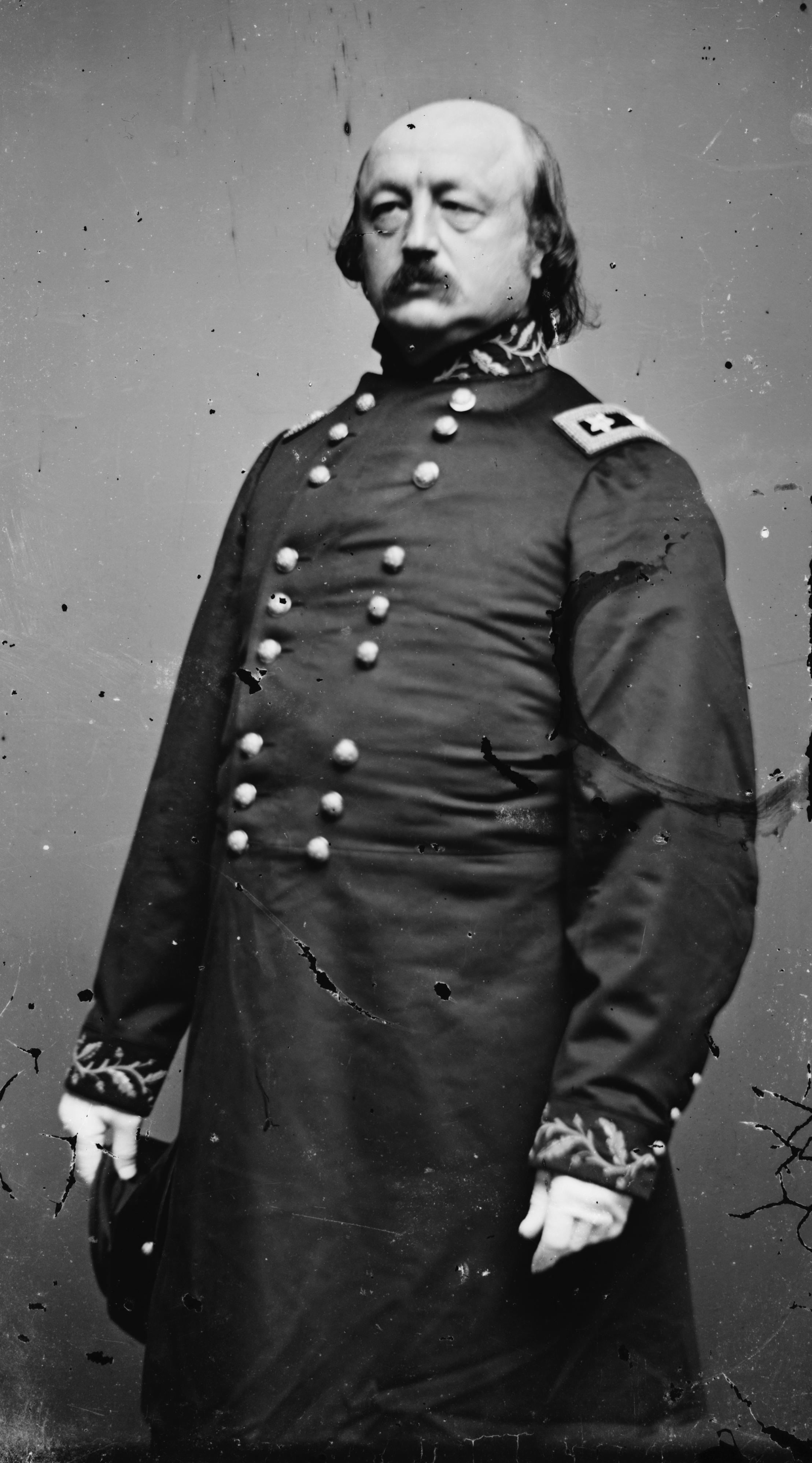
Benjamin Franklin Butler

Benjamin Franklin Butler (* 5. November 1818 in Deerfield, Rockingham County, New Hampshire; † 11. Januar 1893 in Washington, D.C.) war ein US-amerikanischer Jurist, Politiker und General der United States Army im Sezessionskrieg.

## Jugend und politischer Aufstieg
Butler studierte in Maine Jura und wurde 1840 in Lowell (Massachusetts) als Rechtsanwalt zugelassen, wo er sich rasch einen Namen als Strafverteidiger machen konnte. Er schloss sich der Demokratischen Partei an und wurde 1853 in das Repräsentantenhaus sowie 1859 in den Senat von Massachusetts gewählt. 1848, 1852, 1856 und 1860 war er Delegierter auf dem Nominierungsparteitag für den demokratischen Präsidentschaftskandidaten (Democratic National Convention). Er war einer der wenigen Vertreter aus den Nordstaaten, die 1860 für Jefferson Davis und später für John C. Breckinridge als Präsidentschaftskandidaten stimmten, also für die Vertreter des sklavereifreundlichen Flügels der Partei. Die meisten Delegierten aus dem Norden stimmten hingegen für Stephen A. Douglas. Letztlich traten sowohl Breckinridge als auch Douglas zur Wahl an, was die für die Demokraten abgegebenen Stimmen spaltete und dem Republikaner Abraham Lincoln den Sieg erleichterte. Als die Südstaaten daraufhin ihren Austritt aus der Union erklärten, vertrat Butler allerdings die Meinung, dass man eine derartige Abspaltung notfalls mit Gewalt verhindern müsse.

## Bürgerkriegsgeneral
Butler war seit 1855 Brigadegeneral der Miliz von Massachusetts. Er erhielt von Gouverneur John Albion Andrew den Auftrag, mit einer Brigade durch das sezessionsfreundliche Maryland nach Washington vorzustoßen, das durch die mit den Konföderierten sympathisierenden Einwohner Marylands bedroht schien. Per Schiff landete Butler am 20. April 1861 in Annapolis. Er ließ die unterbrochene Eisenbahnverbindung zwischen dem Norden und der Bundeshauptstadt wiederherstellen und besetzte am 13. Mai Baltimore, wo Sympathisanten der Konföderation noch am 19. April auf durchmarschierende Unionstruppen geschossen hatten. Butler rief das Kriegsrecht aus und ließ den Bürgermeister, die Stadträte und den Polizeichef verhaften. Durch sein hartes Durchgreifen beeindruckte er Lincoln und die Bundesregierung, die ihn am 16. Mai zum ersten Generalmajor des Freiwilligenheeres (Major General of Volunteers) ernannte.
Noch im Mai erhielt Butler das Kommando über den Wehrbereich Virginia – der Wehrbereich umfasste mangels besetzten Gebietes nur die Landspitze rund um Fort Monroe – und schiffte sich umgehend dorthin ein. In dem Gefecht bei Big Bethel, einer der ersten Kampfhandlungen des Krieges überhaupt, erlitten die ihm unterstellten Truppen eine Niederlage. Dafür gelang es ihm im August, Fort Hatteras an der Küste von North Carolina zu erobern. Berühmtheit erlangte Butlers Beschluss, den Eigentümern entlaufener Sklaven, welche sich zu den Linien der Unionsarmee durchgeschlagen hatten, jeglichen Besitzanspruch auf die Flüchtlinge abzusprechen.
Ende 1861 begann Butler mit den Vorbereitungen für eine amphibische Operation im Golf von Mexiko, die die Sicherung der Mississippimündung und die Einnahme von New Orleans (Louisiana) zum Ziel hatte. Nachdem die begleitende Flotte unter David Farragut die feindliche Küstensicherung durchbrochen hatte, rückten Butlers Soldaten am 1. Mai kampflos in die größte Stadt der Konföderation ein. Auch hier machte er sich durch seine drakonischen Maßnahmen bei der Bevölkerung unbeliebt. So setzte er Frauen der gehobenen Gesellschaft, die die Unionstruppen bespuckten, beschimpften oder verspotteten, mittels der „General Order No. 28“ Frauen der Unterschicht und Prostituierten gleich, und ließ einen Bürger aufhängen, der eine US-Flagge niedergeholt und zerrissen hatte. Die Regierung der Südstaaten drohte Butler daraufhin mit der Todesstrafe, falls er in ihre Hände fallen sollte. Von den Einwohnern von New Orleans erhielt er die Spitznamen Beast (Bestie) und Spoons (Löffel), eine Anspielung auf das Gerücht, Butler habe silbernes Besteck aus den Häusern wohlhabender Sezessionisten mitgehen lassen. Die Regierung in Washington sah sich schließlich Ende 1862 dazu gezwungen, Butler aus Louisiana abzuberufen.
Ende 1863 erhielt Butler erneut ein Kommando an der Küste Virginias. Als Oberbefehlshaber der James-Armee sollte er im Frühjahr 1864 während des Überland-Feldzugs die konföderierte Hauptstadt Richmond und das strategisch wichtige Petersburg bedrohen, wurde aber von General Beauregards konföderierten Truppen in der Schlacht bei Proctors Creek schwer geschlagen und für längere Zeit auf der Halbinsel Bermuda Hundred eingeschlossen.
Von seinen militärischen Fähigkeiten waren viele seiner Vorgesetzten nicht überzeugt. So schrieb Generalmajor Halleck 1864, zu der Zeit Generalstabschef des amerikanischen Heeres:

“It seems but little than murder to give important commands to such men as Banks, Butler, …”

„Es grenzt schon beinahe an Mord, wichtige Kommandos Männern wie Banks, Butler,  … zu übertragen.“

Auch sein Versuch, gegen Ende des Jahres die konföderierte Festung Fort Fisher bei Wilmington (North Carolina) zu erobern, scheiterte. Butler wurde daraufhin Anfang Januar 1865 endgültig seines Kommandos enthoben und bis zum Kriegsende nicht mehr verwendet.

## Politische Nachkriegskarriere
Butler hatte sich inzwischen der Republikanischen Partei angeschlossen und wurde 1867 ins Repräsentantenhaus der Vereinigten Staaten gewählt, dem er mit einer Unterbrechung bis 1879 angehörte. Hier war er ein energischer Gegner von Präsident Andrew Johnson und trat für dessen Amtsenthebung ein. Zeitweilig war er Vorsitzender des rechtspolitischen Ausschusses. 1871 unterstützte er Victoria Woodhull bei ihrer Präsidentschaftskandidatur und war federführend am Ku-Klux-Klan-Act zur Eindämmung der Terrorakte des Klans beteiligt. Nach mehrfacher vergeblicher Kandidatur wurde er 1882 mit Unterstützung der Demokraten zum Gouverneur von Massachusetts gewählt. Bei der US-Präsidentschaftswahl 1884 bewarb er sich als Kandidat der Greenback Party und der Anti-Monopoly Party vergeblich um das Amt des Präsidenten der Vereinigten Staaten. Nach seinem Tod am 11. Januar 1893 in Washington wurde Butler im Familiengrab seiner Frau Sarah in Lowell beigesetzt. Der Bürgerkriegsgeneral und Politiker Adelbert Ames war sein Schwiegersohn.